# Cúbica centrada en les cares

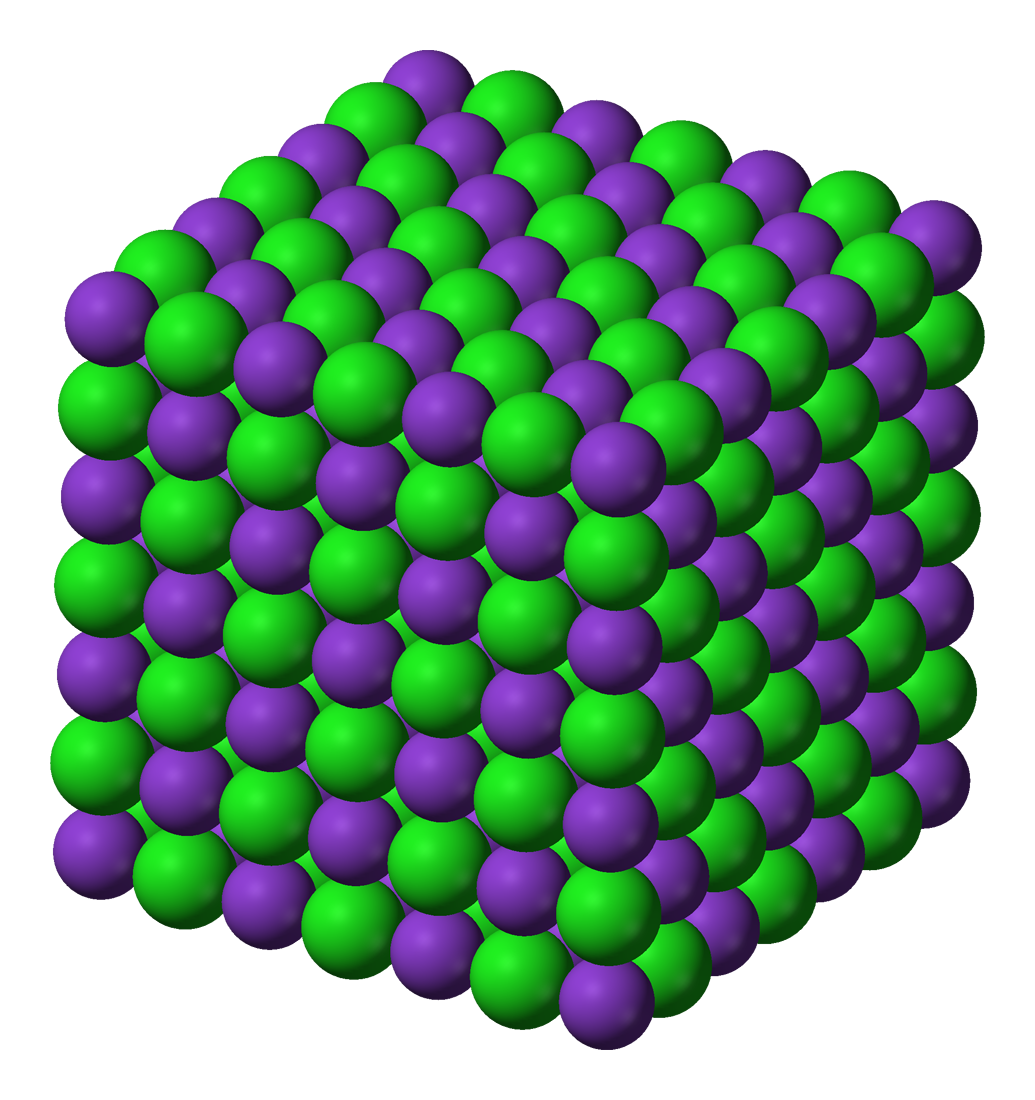
Model de l'estructura ccc en el clorur de potassi

L'Estructura cúbica centrada en les cares (ccc) és una estructura cristal·lina que, com el seu nom indica, la cel·la unitat és cúbica i té àtoms als vèrtexs i al centre de les cares del cub, o sia, en les posicions dels nusos de la xarxa de Bravais del mateix nom.
En l'estructura CCCares hi ha buits tetraèdrics. Un buit tetraèdric es genera quan un àtom o ió se situa entre altres tres àtoms o ions.
En la forma cúbica de sulfur de zinc, ZnS, blenda, els ions sulfur es troben formant una xarxa cúbica compacta i els ions zinc ocupen la meitat dels buits tetraèdrics.
En l'òxid de liti, Li2O els ions òxid formen una xarxa cúbica compacta i els ions liti ocupen tots els bits tetraèdrics.